# Richard Driehaus
Richard Herman Driehaus (Chicago, Illinois, 28 de julio de 1942-Ibidem, 9 de marzo de 2021) fue un gestor de inversiones, empresario y filántropo estadounidense. Fundador, responsable de la oficina de inversiones, y presidente de Driehaus Capital Management LLC, con sede en Chicago. En 2000 fue nombrado por la revista Barron's como uno de los individuos más influyentes en el campo de los fondos de inversión en los últimos cien años. Su empresa poseía 10.9 billones de dólares en los activos que administraba a fecha de marzo de 2015. A menudo se le denomina el padre del momentum investing, aunque no fue el primero en implementar esta estrategia.

## Formación
Driehaus cursó sus estudios universitarios en Empresariales en Universidad DePaul. Fue nombrado doctor honorífico por la misma universidad en 2002.

## Carrera profesional
Después de su graduación, Driehaus trabajó como asistente del director de análisis para Rothschild & Co. De 1968 a 1973, Driehaus trabajó para el departamento comercial institucional en Un.G. Becker & Co. En 1973, pasó a ser director de análisis de Mullaney, Wells & Co. En 1976, director de análisis y gerente de cartera de Jesup & Lamont. En 1979, implementó Driehaus Securities, un análisis financiero que proponía ideas a un selecto grupo de inversores, a lo que siguió la creación de Driehaus Securities LLC en 1980.
Fundó Driehaus Administración Capital LLC en 1982, donde fue Presidente y Agente de Inversión. Más tarde, en 1996, fundó Driehaus Mutual Funds y, en 1997, Driehaus Administración Capital (USVI) LLC.

## Filantropía
Driehaus ha hecho generosas donaciones de manera particular y a través de la Richard H. Driehaus Foundation y el Richard H. Driehaus Charitable Trust. Ha contribuido con un total de 92 millones de dólares desde 1984; su fundación pretende continuar aportando un mínimo de 4 millones al año. Su idea inicial era donar sólo 100 millones a lo largo de su vida, pero ahora cree que puede incluso superar el doble de dicha cantidad.[cita requerida]

### El Premio Driehaus
El Premio Richard H. Driehaus de Arquitectura Clásica, establecido en 2003, se convoca anualmente a través de la Escuela de Arquitectura de la Universidad de Notre Dame para honrar arquitectos que hayan destacado en el campo de arquitectura tradicional y clásica. En su entrevista con Michael Lykoudis, Driehaus explica cuál fue su inspiración para establecer el premio: "creo que la arquitectura tendría que ser de escala humana, de forma representativa, y expresión individual que refleje el patrimonio arquitectónico de una comunidad. Hay una delicia, proporción, y armonía en la arquitectura clásica que no encuentro en los edificios contemporáneos que me rodean en Chicago." El Premio Driehaus es a menudo comparado con el Premio Pritzker de Arquitectura, el cual promueve diseños arquitectónicos de estilo moderno. Se desarrollan y entregan en la misma época del año, tienen plazos similares, el elemento conmemorativo en ambos es de bronce (el Pritzker es una medalla y el Driehaus es una miniatura de la Linterna de Lisícrates), y, a partir de 2008, ambos premios se dotan con la misma cantidad económica (200.000$).

### Arquitectura clásica
El American Institute of Architects premió a Richard H. Driehaus en 2015 por su contribución a la arquitectura en Chicago y en todo el mundo. El AIA destacó su financiación de varios concursos de diseño que dieron lugar al IIT Campus Center, el Millennium Park Lurie Garden, y el Daniel Burnham Memorial, así como el Premio Richard H. Driehaus para Arquitectura Clásica.
En 2012, Driehaus se opuso públicamente a la propuesta de diseño de estilo moderno de Frank Gehry para el Monumento Dwight D. Eisenhower. Driehaus sentenció el monumento propuesto: "arquitectónicamente, no me dice nada. Queremos algo más representativo," y también criticó que no contara con proceso de selección público.
Además del Museo Driehaus, sus proyectos de conservación de edificios históricos incluyen la Ransom Cable House (donde se encuentran las oficinas de su empresa, Driehaus Capital Management) y la restauración de una casa de 1905 de estilo Georgiano en Lake Geneva (Wisconsin). Forma parte también del National Trust for Historic Preservation, Landmarks Illinois, y del Wisconsin Trust for Historic Preservation.

### Museo
El Museo Driehaus expone artes decorativas de la Gilded Age y el Art Nouveau en exposiciones permanentes y especiales y tiene su sede en un hito del Chicago histórico, la mansión de Samuel M. Nickerson, de 1887. Driehaus describe el museo como su "regalo a la ciudad." El museo está decorado con mobiliario antiguo y objetos decorativos de su colección para ayudar los visitantes imaginar cómo habría vivido allí su dueño.
Driehaus restauró el carbonizado exterior de la mansión para sacar su original y natural piedra arenisca con tecnología láser –fue el primer edificio en Estados Unidos que aplicó esta técnica, aunque era de sobra conocida en Europa-. Con ello evitó usar productos químicos y los detalles más inaccesibles pudieron ser también limpiados. La mansión Nickerson recibió el Chicago Landmark Awards for Preservation Excellence en 2008 tras su restauración.

### Richard H. Driehaus en España
Gracias a Richard H. Driehaus se convoca en España, a través de la Escuela de Arquitectura de la Universidad de Notre Dame (Indiana, Estados Unidos) desde 2012 a 2016, de INTBAU (International Network for Traditional Building, Architecture and Urbanism) desde 2017 a 2021 y, tras su fallecimiento, de la Fundación Culturas Constructivas Tradicionales desde 2023 en adelante, el Premio Rafael Manzano de Nueva Arquitectura Tradicional que tiene como fin difundir el valor de la arquitectura clásica y tradicional como referente de probada validez para la arquitectura de nuestro tiempo, tanto en la restauración de monumentos y conjuntos urbanos como en la realización de obras de nueva planta que, basadas en las tradiciones locales, sean capaces de integrarse armónicamente en dichos conjuntos. El premio está dotado con 50.000 euros y una medalla conmemorativa y se entregó por vez primera el 16 de octubre de 2012 en un acto solemne celebrado en la Real Academia de Bellas Artes de San Fernando (Madrid).
En reconocimiento a su labor filantrópica, Richard H. Driehaus fue elegido miembro honorario de la Real Academia de Bellas Artes de San Fernando en el año 2015.
Además, desde 2016, su apoyo permitió convocar el Concurso de Arquitectura Richard H. Driehaus,las Becas Donald Gray de las Artes de la Construcción y los Premios de las Artes de la Construcción que promueve la Fundación Culturas Constructivas Tradicionales gracias al Ministerio de Cultura, y a la colaboración de la filial española de INTBAU (International Network for Traditional Building, Architecture and Urbanism)  y el Consejo Superior de Colegios de Arquitectos de España, y desarrollar, con la colaboración del Instituto del Patrimonio Cultural de España, la Red de Maestros de la Construcción Tradicional. Este último proyecto, un directorio nacional que recoge a los más destacados maestros en los diversos oficios de la construcción tradicional, fue reconocido en 2019 con el Premio Hispania Nostra, en la categoría de "conservación del patrimonio como factor de desarrollo económico y social"  y en 2021 con el Premio Nacional de Artesanía que otorga el Ministerio de Industria (España), en la categoría de promoción de la artesanía por entidades privadas (Premio Promociona), y fue incluido por el Ministerio de Cultura (España) en su "Libro verde para la gestión sostenible del patrimonio cultural". 